# Ben Webster Meets Oscar Peterson
Ben Webster Meets Oscar Peterson (également appelé Ben Webster With The Oscar Peterson Trio) est un album de jazz enregistré en 1959 par le saxophoniste américain Ben Webster et le pianiste canadien Oscar Peterson, et publié sur le label Verve Records.

## Historique

### Contexte
Cet album fait partie d'une série de collaborations magistrales de Peterson, un pianiste canadien prodigieusement doué découvert en 1949 par le fondateur du label Verve Records Norman Granz,, avec de grands artistes du jazz, dont Louis Armstrong, Count Basie, Ella Fitzgerald, Stan Getz, Lionel Hampton, Lester Young, Harry Edison, Coleman Hawkins, Ben Webster, Milt Jackson  et Benny Carter,,.
Serge Truffaut, du quotidien canadien Le Devoir, explique de la façon suivante l'excellente collaboration entre Ben Webster et Oscar Peterson : « On a souvent comparé le jeu de Peterson à celui d'Art Tatum. Même si on sait que ce dernier fut un virtuose du piano, on a toujours été agacé par cette inclination qu'il avait pour l'étalage de ses prouesses techniques. Consacrer Peterson unique héritier de Tatum, c'est faire l'impasse sur l'immense talent de Peterson en tant qu'accompagnateur. Prenez Ben Webster. On peut l'entendre en compagnie de Tatum, puis en compagnie de Peterson. Et alors? Parfois — on dit bien: parfois —, le premier l'étouffe. Tatum en remet tellement qu'il gèle ou intimide toujours Webster. Alors qu'avec Peterson... Webster se régale! Il est à l'aise parce que le pianiste déploie une maîtrise du rythme propre à favoriser la sculpture de la note après la note. Jamais Peterson ne joue contre ses complices mais bien pour et avec eux. Pour s'en convaincre, il suffit d'écouter Ben Webster Encounters Oscar Peterson (Verve). Il est d'ailleurs significatif que le savant de la ballade au saxo ténor ait fréquemment fait appel à Peterson ».
En 1957, les deux musiciens avaient déjà enregistré ensemble l'album Soulville,,.
Ben Webster appréciait énormément le trio de Peterson : « Oscar Peterson et Ray Brown jouaient ensemble depuis si longtemps et savaient que chacun pouvait anticiper ce que l'autre fera ». L'admiration était mutuelle : « Oscar Peterson se souvient que jouer avec Ben Webster était une expérience unique et joyeuse ». « Si nous jouions une ballade, son son était si énorme qu'il fallait vraiment une approche harmonique très épurée derrière lui », et d'ajouter « Ben Webster était aussi un sacré pianiste ».

### Enregistrement et production

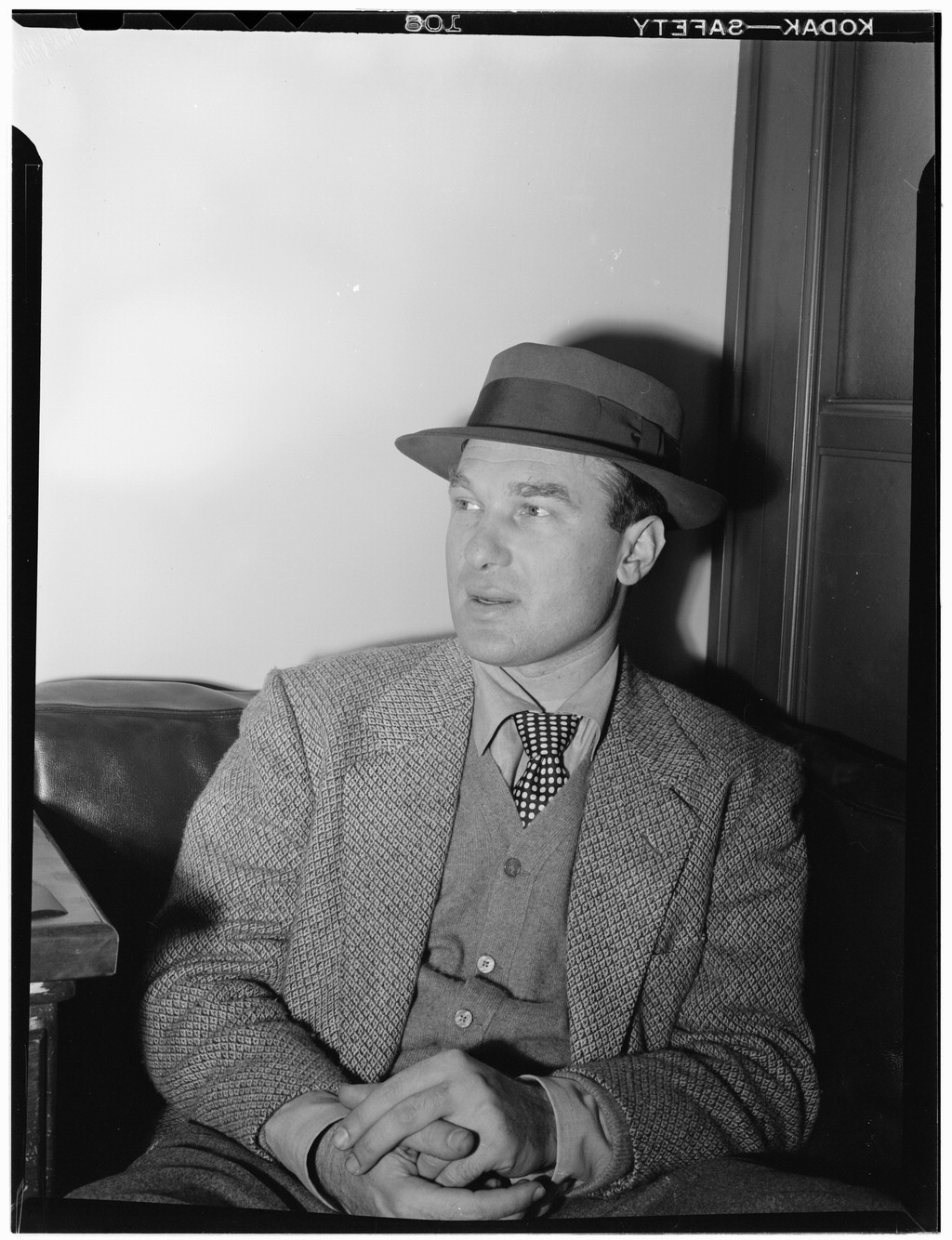
Norman Granz, en 1947.

L'album est enregistré le 6 novembre 1959 à New York par Ben Webster (saxophone), Oscar Peterson (piano), Ray Brown (contrebasse) et Ed Thigpen (batterie).
Il est produit par Norman Granz, un important producteur qui a fondé plusieurs labels de jazz (Clef Records en 1946, Norgran Records en 1953, Down Home Records) et qui les a fusionnés en 1956 pour créer le label Verve Records, qu'il a ensuite revendu à MGM en 1960.

### Publication
L'album est publié en 1959 en disque vinyle sur le label Verve Records aux États-Unis et en France  et en 1960 sur le label His Master's Voice au Royaume-Uni.
La notice originale du LP (original liner notes) est de la main de Stephen Frostberg.

### Rééditions
L'album est réédité près de 25 fois en disque vinyle LP à partir de 1980 par les labels Verve, Speakers Corner Records, Jazz Wax Records, Jazz Images et World Record Club.
À partir de 1991, il est publié en CD par les labels Verve, Essential Jazz, Analogue Productions , Landy Star Music, Jazz Heritage et Jazz Images,.

## Accueil critique
Le site AllMusic attribue 5 étoiles à l'album Ben Webster Meets Oscar Peterson.
Le critique Stephen Cook d'AllMusic salue « une autre belle réalisation de Webster sur Verve qui voit le ténor une fois de plus au sommet, soutenu par le trio de luxe d'Oscar Peterson ». Il souligne que ce disque est « non seulement un choix évident comme premier disque pour ceux qui découvrent Webster, mais également l'un des plus grands disques de cette légende du jazz ».
Dans The Penguin Guide to Jazz Recordings, Richard Cook et Brian Morton accordent 4 étoiles à l'album et disent du saxophoniste que « trente ans après sa mort, le son de Webster hante encore chaque saxophoniste ténor qui s'attaque à une ballade ». « Ben Webster, souvent identifiable dès la première note, jouait le jazz comme peu de musiciens l'ont fait ».
Le site All About Jazz rappelle qu'« aucun autre jazzman n'a jamais maîtrisé l'art de la ballade comme Webster » et que « ses interprétations sont de véritables œuvres d'art ». « Sur ce disque, Webster est associé à l'artiste le plus prolifique de Verve, Oscar Peterson. Les résultats de cette rencontre sont vraiment un plaisir à vivre ». Et de conclure « Ensemble, ils produisent une combinaison idéale, avec Peterson offrant la structure linéaire et Webster fournissant l'émotion ».
Jazz Weekly mentionne que, sur ce disque, le trio que Peterson forme avec Ray Brown et Ed Thigpen « sert de section rythmique adroite pour le légendaire saxophoniste ténor Ben Webster ». « Le maître au ton haletant remplit la pièce avec Bye Bye Bye Blackbird et When Your Lover Has Gone pendant que le brouillard s'installe sur In the Wee Small Hours of the Morning ». Et de conclure « Des maîtres à l'œuvre ».
Pour Alfred Cramer, « Ben Webster Meets Oscar Peterson présente des tempi lents dans des rythmes de swing, plus en accord avec le style typique de Webster qu'avec le jeu rapide de Peterson ».

## Liste des morceaux
| No | Titre                                 | Auteur                                                 | Durée |
| -- | ------------------------------------- | ------------------------------------------------------ | ----- |
| 1. | The Touch of Your Lips                | Ray Noble                                              | 06:20 |
| 2. | When Your Lover Has Gone              | Einar Aaron Swan                                       | 03:59 |
| 3. | Bye Bye Blackbird                     | Mort Dixon / Ray Henderson                             | 06:45 |
| 4. | How Deep Is the Ocean?                | Irving Berlin                                          | 02:36 |
| 5. | In the Wee Small Hours of the Morning | Bob Hilliard / David Mann                              | 03:13 |
| 6. | Sunday                                | Chester Conn / Benny Krueger / Ned Miller / Jule Styne | 03:57 |
| 7. | This Can't Be Love                    | Lorenz Hart / Richard Rodgers                          | 09:51 |

## Musiciens
- Ben Webster : saxophone ténor
- Oscar Peterson : piano
- Ray Brown : contrebasse
- Ed Thigpen : batterie